# SheSays
SheSays est un groupe de rock autrichien, originaire de Vienne.

## Histoire
Le groupe est fondé en mai 2004 par la chanteuse Gudrun Liemberger, le guitariste Andy Liu, le bassiste Valentin Rosegger et la batteuse Cathi Priemer après s'être rencontré dans une salle de répétitions.
La chanteuse et auteure-compositrice Gudrun Liemberger (de) a suivi des études de chant, de comédie musicale et de comédie. Elle se tourne ensuite vers la musique. Elle mélange les influences des membres du groupe : Irish folk, folk-pop, jazz. L'autre membre qui a de l'expérience dans la musique est le bassiste Valentin Rosegger, qui a fait des premières parties de grands concerts à Vienne avec le groupe Spit. Il est aussi technicien du son.
Pour se faire connaître, le groupe participe comme 600 autres au concours Ö3 Soundcheck (de) en 2005. Il l'emporte parmi les 15 derniers à l'issue de la finale en novembre, choisi par les auditeurs de la radio. Le single Rosegardens devient numéro deux des ventes. En mars 2006, le premier album qui porte le nom du groupe est numéro un des ventes. La même année, SheSays est nommé deux fois aux Amadeus Austrian Music Award (de), dans les catégories "Révélation de l'année" et "Single de l'année". En juin, il est présent au Donauinselfest puis fait une tournée en Europe et une première partie de Deep Purple.
Au printemps 2007, avant la publication du second album du groupe, on annonce le départ de la batteuse Cathi Priemer. Elle entre dans le groupe d'Alex Golda, ancien participant au télé-crochet Starmaniac, puis dans le groupe Pantskirt. Les trois membres restants décident de continuer de jouer sans avoir un batteur comme membre. Want It paraît quelques mois plus tard, il est dix-huitième des ventes d'albums. Le groupe participe à la tournée de Bryan Adams en Europe de l'Est. Il sort une reprise de Save me de Queen.
À l'automne 2008, le groupe publie le titre It's Time, issu de l'album Acoustic Live, publié par une autre maison de disques qu'EMI Music.
En novembre 2009, le groupe se sépare en raison de divergences musicales. Gudrun Liemberger entame une carrière solo sous le nom GuGabriel.

## Discographie
Albums
- 2006: SheSays
- 2007: Want It
- 2008: Acoustic Live

Singles
- 2005: Rosegardens
- 2006: She Says
- 2006: Mountainside
- 2007: Open Your Eyes
- 2007: Save me
- 2008: Tear Me Down
- 2008: It’s Time